# هيلثي أجينج تور 2022
هيلثي أجينج تور 2022 هو سباق دراجات هوائية، وهو الموسم رقم 11 من هيلثي أجينج تور، وأقيم خلال الفترة من 3 مارس 2022، وحتى 5 مارس 2022 ضمن سباقات سباق الدراجات على الطريق للسيدات 2022، وشارك فيه 131 متسابقاً ووصل إلى نهايته 109 متسابقاً.
فاز بالمركز الأول إيلين فان دايك، وبالمركز الثاني ريجان ماركوس، وبالمركز الثالث مارلين رويسر، وفاز أليس بارنز في ترتيب النقاط، وكان الفائز حسب النقاط للشباب Shari Bossuyt ‏.

## الفرق
| فرق سيدات عالمية (5)- كانيون–إس آر إيه إم ريسينغ 2022 ‏ - جامبو فيسما للسيدات 2022 ‏ - ليف ريسينغ 2022 ‏ - إس دي وركس 2022 ‏ - Lidl–Trek (women's team) ‏ فرق دراجات قارية سيدات (12)- اركيا للسيدات 2022 ‏ - أيول أوشيه 2022 ‏ - كامز باسو 2022 ‏ - Ceratizit Pro Cycling ‏ - كوب هايتك بوردكتس 2022 ‏ - GT Krush Rebellease Pro Cycling ‏ - لي كول واهو 2022 ‏ - لوتو سودال للسيدات 2022 ‏ - إن إكس تي جي ريسينغ 2022 ‏ - باركهوتل فالكنبورغ 2022 ‏ - St. Michel–Preference Home–Auber93 (women's team) ‏ - استاد روشليه شارينت ماريتايم 2022 ‏ فرق دراجات هواة سيدات (6)- Jan van Arckel ‏ - NWVG‏ - Restore‏ - Team Drenthe‏ - MEXX–Watersley International Women's Cycling Team ‏ - WV Schijndel‏ |  |
| |  |

## المراحل
| قائمة المراحل | قائمة المراحل | قائمة المراحل               | قائمة المراحل | قائمة المراحل | قائمة المراحل     | قائمة المراحل  |
| المرحلة       | التاريخ       | الدورة                      |               | المسافة (كم)  | الفائز بالمرحلة   | القائد العام   |
| ------------- | ------------- | --------------------------- | ------------- | ------------- | ----------------- | -------------- |
| مرحلة 1       | 3 مارس        | سورخاوسترفين – سورخاوسترفين |               | 14٫4          | إيلين فان دايك    | إيلين فان دايك |
| مرحلة 2       | 4 مارس        | Eastermar ‏ – Bakkeveen ‏     |               | 135           | Lonneke Uneken ‏   | إيلين فان دايك |
| مرحلة 3       | 5 مارس        | دراختن – دراختن             |               | 137           | Rachele Barbieri ‏ | إيلين فان دايك |

## النتيجة

### مرحلة 1
هي مرحلة أقيمت في 3 مارس 2022، وامتدّت لمسافة 14.4 كيلومتر. فاز بالمرحلة إيلين فان دايك، وكان متصدر الترتيب العام في نهاية المرحلة إيلين فان دايك، وكان المتصدر حسب ترتيب النقاط إيلين فان دايك، وتصدر ترتيب النقاط للشباب Shari Bossuyt ‏.
| التصنيف العام | التصنيف العام     | التصنيف العام             | التصنيف العام | التصنيف العام |
| العداء        | العداء            | الفريق                    | الوقت         |               |
| ------------- | ----------------- | ------------------------- | ------------- | ------------- |
| 1             | إيلين فان دايك    | Lidl–Trek (women's team) ‏ | 18 د 34 ث     |               |
| 2             | ريجان ماركوس      | جامبو فيسما للسيدات ‏      | + 7 ث         |               |
| 3             | مارلين رويسر      | إس دي وركس ‏               | + 25 ث        |               |
| 4             | كاتي أرشيبالد     | Ceratizit Pro Cycling ‏    | + 45 ث        |               |
| 5             | ليزا كلاين        | كانيون–إس آر إيه إم ‏      | + 50 ث        |               |
| 6             | أليس بارنز        | كانيون–إس آر إيه إم ‏      | + 56 ث        |               |
| 7             | سارة روي          | كانيون–إس آر إيه إم ‏      | + 59 ث        |               |
| 8             | إليزابيث هولدن    | دروبز ‏                    | + 1 د 02 ث    |               |
| 9             | Nicole Steigenga ‏ | تيم كوب هايتك بوردكتس ‏    | + 1 د 03 ث    |               |
| 10            | Jip van den Bos ‏  | جامبو فيسما للسيدات ‏      | + 1 د 05 ث    |               |
|               |                   |                           |               |               |
|               |                   |                           |               |               |

### مرحلة 2
هي مرحلة أقيمت في 4 مارس 2022، وامتدّت لمسافة 135 كيلومتر. فاز بالمرحلة Lonneke Uneken ‏، وكان متصدر الترتيب العام في نهاية المرحلة إيلين فان دايك، وكان المتصدر حسب ترتيب النقاط إيلين فان دايك، وتصدر ترتيب النقاط للشباب Shari Bossuyt ‏.
| التصنيف العام | التصنيف العام     | التصنيف العام             | التصنيف العام | التصنيف العام |
| العداء        | العداء            | الفريق                    | الوقت         |               |
| ------------- | ----------------- | ------------------------- | ------------- | ------------- |
| 1             | إيلين فان دايك    | Lidl–Trek (women's team) ‏ | 3 س 50 د 51 ث |               |
| 2             | ريجان ماركوس      | جامبو فيسما للسيدات ‏      | + 7 ث         |               |
| 3             | مارلين رويسر      | إس دي وركس ‏               | + 30 ث        |               |
| 4             | كاتي أرشيبالد     | Ceratizit Pro Cycling ‏    | + 50 ث        |               |
| 5             | أليس بارنز        | كانيون–إس آر إيه إم ‏      | + 52 ث        |               |
| 6             | ليزا كلاين        | كانيون–إس آر إيه إم ‏      | + 55 ث        |               |
| 7             | Nicole Steigenga ‏ | تيم كوب هايتك بوردكتس ‏    | + 1 د 03 ث    |               |
| 8             | سارة روي          | كانيون–إس آر إيه إم ‏      | + 1 د 04 ث    |               |
| 9             | إليزابيث هولدن    | دروبز ‏                    | + 1 د 07 ث    |               |
| 10            | Shari Bossuyt ‏    | كانيون–إس آر إيه إم ‏      | + 1 د 10 ث    |               |
|               |                   |                           |               |               |
|               |                   |                           |               |               |

### مرحلة 3
هي مرحلة أقيمت في 5 مارس 2022، وامتدّت لمسافة 137 كيلومتر. فاز بالمرحلة Rachele Barbieri ‏، وكان متصدر الترتيب العام في نهاية المرحلة إيلين فان دايك.

## المشاركون
| Lidl–Trek (women's team) ‏ TFS | Lidl–Trek (women's team) ‏ TFS     | Lidl–Trek (women's team) ‏ TFS |
| ----------------------------- | --------------------------------- | ----------------------------- |
| م                             | عداء                              | مرتبة                         |
| 1                             | Ellen van Dijk (طريق و زمني فردي) | 1                             |
| 2                             | Elynor Bäckstedt ‏                 | 47                            |
| 3                             | أمالي ديديريكسن (طريق)            | لم يكمل السباق-2              |
| 5                             | كلو هوسكينغ                       | 15                            |
| 6                             | ليتيزيا باتيرنوستر                | 35                            |

| إس دي وركس ‏ SDW | إس دي وركس ‏ SDW                   | إس دي وركس ‏ SDW |
| --------------- | --------------------------------- | --------------- |
| م               | عداء                              | مرتبة           |
| 11              | إيلينا سيتشيني                    | 18              |
| 12              | روكسان فورنييه                    | 51              |
| 13              | كريستين ماجروس (طريق و زمني فردي) | 17              |
| 14              | مارلين رويسر (طريق و زمني فردي)   | 3               |
| 15              | Lonneke Uneken ‏                   | 19              |

| كانيون–إس آر إيه إم ‏ CSR | كانيون–إس آر إيه إم ‏ CSR | كانيون–إس آر إيه إم ‏ CSR |
| ------------------------ | ------------------------ | ------------------------ |
| م                        | عداء                     | مرتبة                    |
| 21                       | Alice Barnes             | 5                        |
| 22                       | Shari Bossuyt ‏           | 10                       |
| 23                       | إيلا هاريس               | 23                       |
| 24                       | ليزا كلاين               | 6                        |
| 25                       | Maud Oudeman ‏            | 97                       |
| 26                       | سارة روي                 | 8                        |

| جامبو فيسما للسيدات ‏ TJV | جامبو فيسما للسيدات ‏ TJV | جامبو فيسما للسيدات ‏ TJV |
| ------------------------ | ------------------------ | ------------------------ |
| م                        | عداء                     | مرتبة                    |
| 31                       | رومي كاسبر               | 43                       |
| 32                       | ريجان ماركوس             | 2                        |
| 33                       | Noemi Rüegg ‏             | 39                       |
| 34                       | Aafke Soet ‏              | 55                       |
| 35                       | Karlijn Swinkels ‏        | 13                       |
| 36                       | Jip van den Bos ‏         | 11                       |

| ليف ريسينغ ‏ LIV | ليف ريسينغ ‏ LIV                  | ليف ريسينغ ‏ LIV |
| --------------- | -------------------------------- | --------------- |
| م               | عداء                             | مرتبة           |
| 41              | Rachele Barbieri ‏                | 28              |
| 42              | إيفا بورمان                      | 64              |
| 43              | أليسون جاكسون (طريق و زمني فردي) | 12              |
| 44              | Silke Smulders ‏                  | 38              |
| 45              | Quinty Ton ‏                      | 16              |
| 46              | Amber van der Hulst ‏             | 27              |

| اركيا للسيدات ‏ ARK | اركيا للسيدات ‏ ARK | اركيا للسيدات ‏ ARK |
| ------------------ | ------------------ | ------------------ |
| م                  | عداء               | مرتبة              |
| 51                 | بولين ألين         | 84                 |
| 52                 | Morgane Coston ‏    | 88                 |
| 53                 | Lucie Jounier ‏     | 33                 |
| 54                 | Typhaine Laurance ‏ | 37                 |
| 55                 | Maryanne Hinault‏   | 102                |
| 56                 | Greta Richioud ‏    | 63                 |

| أيول أوشيه 2022 ‏ AWO | أيول أوشيه 2022 ‏ AWO | أيول أوشيه 2022 ‏ AWO |
| -------------------- | -------------------- | -------------------- |
| م                    | عداء                 | مرتبة                |
| 61                   | Olivia Bent‏          | لم يكمل السباق-2     |
| 62                   | Georgia Bullard‏      | 73                   |
| 65                   | Emily Meakin‏         | 79                   |
| 66                   | Maddie Wadsworth‏     | 49                   |

| كامز-تيفوسي ‏ CAT | كامز-تيفوسي ‏ CAT   | كامز-تيفوسي ‏ CAT |
| ---------------- | ------------------ | ---------------- |
| م                | عداء               | مرتبة            |
| 71               | Jessica Finney ‏    | 104              |
| 72               | Beth Morrow‏        | 91               |
| 73               | Katie Scott‏        | 87               |
| 74               | Danielle Shrosbree‏ | 70               |
| 75               | Hayley Simmonds ‏   | لم يكمل السباق-3 |
| 76               | Becky Storrie ‏     | 96               |

| Ceratizit Pro Cycling ‏ WNT | Ceratizit Pro Cycling ‏ WNT | Ceratizit Pro Cycling ‏ WNT |
| -------------------------- | -------------------------- | -------------------------- |
| م                          | عداء                       | مرتبة                      |
| 81                         | ساندرا ألونسو              | 44                         |
| 82                         | كاتي أرشيبالد              | 4                          |
| 83                         | فرانزيسكا بروس             | 20                         |
| 84                         | Martina Fidanza ‏           | 34                         |
| 86                         | Lea Lin Teutenberg ‏        | 40                         |

| GT Krush Rebellease Pro Cycling ‏ BPC | GT Krush Rebellease Pro Cycling ‏ BPC | GT Krush Rebellease Pro Cycling ‏ BPC |
| ------------------------------------ | ------------------------------------ | ------------------------------------ |
| م                                    | عداء                                 | مرتبة                                |
| 91                                   | Daniek Hengeveld ‏                    | 26                                   |
| 92                                   | Sanne Bouwmeester‏                    | 50                                   |
| 93                                   | هنريتا كولبورن                       | 89                                   |
| 94                                   | Anne Dijkstra ‏                       | 58                                   |
| 95                                   | Clara Lundmark ‏                      | 69                                   |
| 96                                   | Petra Welmers‏                        | لم يكمل السباق-2                     |

| دروبز ‏ DRP | دروبز ‏ DRP               | دروبز ‏ DRP       |
| ---------- | ------------------------ | ---------------- |
| م          | عداء                     | مرتبة            |
| 101        | آنا كريستيان ‏            | 76               |
| 102        | إليزابيث هولدن           | 9                |
| 103        | Alice Towers ‏            | 41               |
| 104        | Marjolein van 't Geloof ‏ | 32               |
| 105        | Maike van der Duin ‏      | 21               |
| 106        | Jesse Vandenbulcke ‏      | لم يكمل السباق-2 |

| لوتو بيليسول للسيدات ‏ LSL | لوتو بيليسول للسيدات ‏ LSL | لوتو بيليسول للسيدات ‏ LSL |
| ------------------------- | ------------------------- | ------------------------- |
| م                         | عداء                      | مرتبة                     |
| 111                       | Eefje Brandt‏              | لم يكمل السباق-2          |
| 112                       | Kristýna Burlová ‏         | 56                        |
| 113                       | Katrijn De Clercq ‏        | 29                        |
| 114                       | Mijntje Geurts ‏           | لم يكمل السباق-3          |
| 115                       | جوزي ونايت                | 24                        |
| 116                       | Sterre Vervloet ‏          | 86                        |

| إن إكس تي جي ريسينغ ‏ AGI | إن إكس تي جي ريسينغ ‏ AGI | إن إكس تي جي ريسينغ ‏ AGI |
| ------------------------ | ------------------------ | ------------------------ |
| م                        | عداء                     | مرتبة                    |
| 121                      | Maureen Arens ‏           | 60                       |
| 122                      | Britt Knaven ‏            | لم يكمل السباق-2         |
| 123                      | Senne Knaven ‏            | 53                       |
| 124                      | Ilse Pluimers ‏           | 14                       |
| 125                      | NED                      | 22                       |
| 126                      | NED                      | 62                       |

| باركهوتل فالكنبورغ ‏ PHV | باركهوتل فالكنبورغ ‏ PHV | باركهوتل فالكنبورغ ‏ PHV |
| ----------------------- | ----------------------- | ----------------------- |
| م                       | عداء                    | مرتبة                   |
| 131                     | Mischa Bredewold ‏       | 30                      |
| 132                     | Leonie Bos ‏             | لم يكمل السباق-1        |
| 133                     | Lieke Nooijen ‏          | 36                      |
| 135                     | Sofie van Rooijen ‏      | 93                      |
| 136                     | Marith Vanhove ‏         | 74                      |

| شارينت ماريتايم سيلينج للسيدات ‏ CMW | شارينت ماريتايم سيلينج للسيدات ‏ CMW | شارينت ماريتايم سيلينج للسيدات ‏ CMW |
| ----------------------------------- | ----------------------------------- | ----------------------------------- |
| م                                   | عداء                                | مرتبة                               |
| 141                                 | Marion Colard‏                       | لم يكمل السباق-2                    |
| 142                                 | Séverine Eraud ‏                     | لم يكمل السباق-2                    |
| 143                                 | India Grangier ‏                     | 66                                  |
| 144                                 | Anastasiya Kolesava ‏                | 61                                  |
| 145                                 | Arianna Pruisscher ‏                 | لم يكمل السباق-2                    |
| 146                                 | Maëva Squiban ‏                      | 83                                  |

| St. Michel–Preference Home–Auber93 (women's team) ‏ AUB | St. Michel–Preference Home–Auber93 (women's team) ‏ AUB | St. Michel–Preference Home–Auber93 (women's team) ‏ AUB |
| ------------------------------------------------------ | ------------------------------------------------------ | ------------------------------------------------------ |
| م                                                      | عداء                                                   | مرتبة                                                  |
| 151                                                    | Alison Avoine ‏                                         | 52                                                     |
| 152                                                    | Simone Boilard ‏                                        | 42                                                     |
| 153                                                    | Coralie Demay ‏                                         | 25                                                     |
| 154                                                    | Océane Goergen‏                                         | 81                                                     |
| 155                                                    | FRA                                                    | 45                                                     |
| 156                                                    | FRA                                                    | 48                                                     |

| تيم كوب هايتك بوردكتس ‏ HPU | تيم كوب هايتك بوردكتس ‏ HPU | تيم كوب هايتك بوردكتس ‏ HPU |
| -------------------------- | -------------------------- | -------------------------- |
| م                          | عداء                       | مرتبة                      |
| 161                        | Emma Boogaard ‏             | 59                         |
| 162                        | NOR                        | 90                         |
| 163                        | جيسيكا روبرتس              | 31                         |
| 164                        | Nicole Steigenga ‏          | 7                          |
| 165                        | Sylvie Swinkels ‏           | 46                         |
| 166                        | Nora Tveit ‏                | 57                         |

| Jan van Arckel ‏ ___ | Jan van Arckel ‏ ___ | Jan van Arckel ‏ ___ |
| ------------------- | ------------------- | ------------------- |
| م                   | عداء                | مرتبة               |
| 171                 | Inez Beijer ‏        | 75                  |
| 172                 | Eva Bijwaard‏        | 94                  |
| 173                 | Hanneke de Goeje‏    | 103                 |
| 174                 | Paulien Koster‏      | 82                  |
| 175                 | Anouk van Leest‏     | 101                 |
| 176                 | Ingrit Verhoeff‏     | 105                 |

| John Deere NWVG‏ ___ | John Deere NWVG‏ ___ | John Deere NWVG‏ ___ |
| ------------------- | ------------------- | ------------------- |
| م                   | عداء                | مرتبة               |
| 181                 | Lisa Bouwers‏        | لم يكمل السباق-2    |
| 182                 | Tjitske Eppinga‏     | لم يكمل السباق-2    |
| 184                 | Yvet Schoonewille‏   | 85                  |
| 185                 | Pam Schutten‏        | 106                 |
| 186                 | Fleur Smith‏         | 98                  |

| Team Drenthe‏ ___ | Team Drenthe‏ ___        | Team Drenthe‏ ___ |
| ---------------- | ----------------------- | ---------------- |
| م                | عداء                    | مرتبة            |
| 191              | Liena de Jong‏           | 80               |
| 192              | Janet Ketellapper‏       | لم يكمل السباق-3 |
| 193              | Anniek Mos ‏             | 92               |
| 194              | Meike Uiterwijk Winkel ‏ | 72               |
| 195              | Jip van Elst‏            | 100              |
| 196              | Haike Verbree‏           | 78               |

| WV Schijndel‏ ___ | WV Schijndel‏ ___     | WV Schijndel‏ ___ |
| ---------------- | -------------------- | ---------------- |
| م                | عداء                 | مرتبة            |
| 201              | Lente Boskamp‏        | 68               |
| 202              | Maaike De Heij‏       | 54               |
| 203              | Cathalijne Hoolwerf ‏ | لم يكمل السباق-2 |
| 204              | Rose Kloese‏          | 71               |
| 205              | NED                  | 65               |
| 206              | Lisa Van Helvoirt ‏   | 77               |

| MEXX–Watersley International Women's Cycling Team ‏ ___ | MEXX–Watersley International Women's Cycling Team ‏ ___ | MEXX–Watersley International Women's Cycling Team ‏ ___ |
| ------------------------------------------------------ | ------------------------------------------------------ | ------------------------------------------------------ |
| م                                                      | عداء                                                   | مرتبة                                                  |
| 211                                                    | Kitija Siltumena‏                                       | لم يكمل السباق-2                                       |
| 212                                                    | Karlijn Koops‏                                          | لم يكمل السباق-3                                       |
| 213                                                    | Maia Simmons‏                                           | لم يكمل السباق-2                                       |
| 214                                                    | Karin Söderqvist ‏                                      | 67                                                     |
| 215                                                    | Iris Timmermans‏                                        | 107                                                    |
| 216                                                    | Sophia Zwaan ‏                                          | 109                                                    |

| Restore‏ ___ | Restore‏ ___             | Restore‏ ___      |
| ----------- | ----------------------- | ---------------- |
| م           | عداء                    | مرتبة            |
| 221         | Verena Batenburg‏        | لم يكمل السباق-2 |
| 222         | Femke de Graaff‏         | لم يكمل السباق-2 |
| 223         | Marise Lagendijk‏        | لم يكمل السباق-2 |
| 224         | Yonna Van Dam‏           | 99               |
| 225         | Bente van den Nouweland‏ | 108              |
| 226         | Myrthe Willemsen‏        | 95               |

| Lidl–Trek (women's team) ‏ TFS | Lidl–Trek (women's team) ‏ TFS     | Lidl–Trek (women's team) ‏ TFS |
| ----------------------------- | --------------------------------- | ----------------------------- |
| م                             | عداء                              | مرتبة                         |
| 1                             | Ellen van Dijk (طريق و زمني فردي) | 1                             |
| 2                             | Elynor Bäckstedt ‏                 | 47                            |
| 3                             | أمالي ديديريكسن (طريق)            | لم يكمل السباق-2              |
| 5                             | كلو هوسكينغ                       | 15                            |
| 6                             | ليتيزيا باتيرنوستر                | 35                            |

| إس دي وركس ‏ SDW | إس دي وركس ‏ SDW                   | إس دي وركس ‏ SDW |
| --------------- | --------------------------------- | --------------- |
| م               | عداء                              | مرتبة           |
| 11              | إيلينا سيتشيني                    | 18              |
| 12              | روكسان فورنييه                    | 51              |
| 13              | كريستين ماجروس (طريق و زمني فردي) | 17              |
| 14              | مارلين رويسر (طريق و زمني فردي)   | 3               |
| 15              | Lonneke Uneken ‏                   | 19              |

| كانيون–إس آر إيه إم ‏ CSR | كانيون–إس آر إيه إم ‏ CSR | كانيون–إس آر إيه إم ‏ CSR |
| ------------------------ | ------------------------ | ------------------------ |
| م                        | عداء                     | مرتبة                    |
| 21                       | Alice Barnes             | 5                        |
| 22                       | Shari Bossuyt ‏           | 10                       |
| 23                       | إيلا هاريس               | 23                       |
| 24                       | ليزا كلاين               | 6                        |
| 25                       | Maud Oudeman ‏            | 97                       |
| 26                       | سارة روي                 | 8                        |

| جامبو فيسما للسيدات ‏ TJV | جامبو فيسما للسيدات ‏ TJV | جامبو فيسما للسيدات ‏ TJV |
| ------------------------ | ------------------------ | ------------------------ |
| م                        | عداء                     | مرتبة                    |
| 31                       | رومي كاسبر               | 43                       |
| 32                       | ريجان ماركوس             | 2                        |
| 33                       | Noemi Rüegg ‏             | 39                       |
| 34                       | Aafke Soet ‏              | 55                       |
| 35                       | Karlijn Swinkels ‏        | 13                       |
| 36                       | Jip van den Bos ‏         | 11                       |

| ليف ريسينغ ‏ LIV | ليف ريسينغ ‏ LIV                  | ليف ريسينغ ‏ LIV |
| --------------- | -------------------------------- | --------------- |
| م               | عداء                             | مرتبة           |
| 41              | Rachele Barbieri ‏                | 28              |
| 42              | إيفا بورمان                      | 64              |
| 43              | أليسون جاكسون (طريق و زمني فردي) | 12              |
| 44              | Silke Smulders ‏                  | 38              |
| 45              | Quinty Ton ‏                      | 16              |
| 46              | Amber van der Hulst ‏             | 27              |

| اركيا للسيدات ‏ ARK | اركيا للسيدات ‏ ARK | اركيا للسيدات ‏ ARK |
| ------------------ | ------------------ | ------------------ |
| م                  | عداء               | مرتبة              |
| 51                 | بولين ألين         | 84                 |
| 52                 | Morgane Coston ‏    | 88                 |
| 53                 | Lucie Jounier ‏     | 33                 |
| 54                 | Typhaine Laurance ‏ | 37                 |
| 55                 | Maryanne Hinault‏   | 102                |
| 56                 | Greta Richioud ‏    | 63                 |

| أيول أوشيه 2022 ‏ AWO | أيول أوشيه 2022 ‏ AWO | أيول أوشيه 2022 ‏ AWO |
| -------------------- | -------------------- | -------------------- |
| م                    | عداء                 | مرتبة                |
| 61                   | Olivia Bent‏          | لم يكمل السباق-2     |
| 62                   | Georgia Bullard‏      | 73                   |
| 65                   | Emily Meakin‏         | 79                   |
| 66                   | Maddie Wadsworth‏     | 49                   |

| كامز-تيفوسي ‏ CAT | كامز-تيفوسي ‏ CAT   | كامز-تيفوسي ‏ CAT |
| ---------------- | ------------------ | ---------------- |
| م                | عداء               | مرتبة            |
| 71               | Jessica Finney ‏    | 104              |
| 72               | Beth Morrow‏        | 91               |
| 73               | Katie Scott‏        | 87               |
| 74               | Danielle Shrosbree‏ | 70               |
| 75               | Hayley Simmonds ‏   | لم يكمل السباق-3 |
| 76               | Becky Storrie ‏     | 96               |

| Ceratizit Pro Cycling ‏ WNT | Ceratizit Pro Cycling ‏ WNT | Ceratizit Pro Cycling ‏ WNT |
| -------------------------- | -------------------------- | -------------------------- |
| م                          | عداء                       | مرتبة                      |
| 81                         | ساندرا ألونسو              | 44                         |
| 82                         | كاتي أرشيبالد              | 4                          |
| 83                         | فرانزيسكا بروس             | 20                         |
| 84                         | Martina Fidanza ‏           | 34                         |
| 86                         | Lea Lin Teutenberg ‏        | 40                         |

| GT Krush Rebellease Pro Cycling ‏ BPC | GT Krush Rebellease Pro Cycling ‏ BPC | GT Krush Rebellease Pro Cycling ‏ BPC |
| ------------------------------------ | ------------------------------------ | ------------------------------------ |
| م                                    | عداء                                 | مرتبة                                |
| 91                                   | Daniek Hengeveld ‏                    | 26                                   |
| 92                                   | Sanne Bouwmeester‏                    | 50                                   |
| 93                                   | هنريتا كولبورن                       | 89                                   |
| 94                                   | Anne Dijkstra ‏                       | 58                                   |
| 95                                   | Clara Lundmark ‏                      | 69                                   |
| 96                                   | Petra Welmers‏                        | لم يكمل السباق-2                     |

| دروبز ‏ DRP | دروبز ‏ DRP               | دروبز ‏ DRP       |
| ---------- | ------------------------ | ---------------- |
| م          | عداء                     | مرتبة            |
| 101        | آنا كريستيان ‏            | 76               |
| 102        | إليزابيث هولدن           | 9                |
| 103        | Alice Towers ‏            | 41               |
| 104        | Marjolein van 't Geloof ‏ | 32               |
| 105        | Maike van der Duin ‏      | 21               |
| 106        | Jesse Vandenbulcke ‏      | لم يكمل السباق-2 |

| لوتو بيليسول للسيدات ‏ LSL | لوتو بيليسول للسيدات ‏ LSL | لوتو بيليسول للسيدات ‏ LSL |
| ------------------------- | ------------------------- | ------------------------- |
| م                         | عداء                      | مرتبة                     |
| 111                       | Eefje Brandt‏              | لم يكمل السباق-2          |
| 112                       | Kristýna Burlová ‏         | 56                        |
| 113                       | Katrijn De Clercq ‏        | 29                        |
| 114                       | Mijntje Geurts ‏           | لم يكمل السباق-3          |
| 115                       | جوزي ونايت                | 24                        |
| 116                       | Sterre Vervloet ‏          | 86                        |

| إن إكس تي جي ريسينغ ‏ AGI | إن إكس تي جي ريسينغ ‏ AGI | إن إكس تي جي ريسينغ ‏ AGI |
| ------------------------ | ------------------------ | ------------------------ |
| م                        | عداء                     | مرتبة                    |
| 121                      | Maureen Arens ‏           | 60                       |
| 122                      | Britt Knaven ‏            | لم يكمل السباق-2         |
| 123                      | Senne Knaven ‏            | 53                       |
| 124                      | Ilse Pluimers ‏           | 14                       |
| 125                      | NED                      | 22                       |
| 126                      | NED                      | 62                       |

| باركهوتل فالكنبورغ ‏ PHV | باركهوتل فالكنبورغ ‏ PHV | باركهوتل فالكنبورغ ‏ PHV |
| ----------------------- | ----------------------- | ----------------------- |
| م                       | عداء                    | مرتبة                   |
| 131                     | Mischa Bredewold ‏       | 30                      |
| 132                     | Leonie Bos ‏             | لم يكمل السباق-1        |
| 133                     | Lieke Nooijen ‏          | 36                      |
| 135                     | Sofie van Rooijen ‏      | 93                      |
| 136                     | Marith Vanhove ‏         | 74                      |

| شارينت ماريتايم سيلينج للسيدات ‏ CMW | شارينت ماريتايم سيلينج للسيدات ‏ CMW | شارينت ماريتايم سيلينج للسيدات ‏ CMW |
| ----------------------------------- | ----------------------------------- | ----------------------------------- |
| م                                   | عداء                                | مرتبة                               |
| 141                                 | Marion Colard‏                       | لم يكمل السباق-2                    |
| 142                                 | Séverine Eraud ‏                     | لم يكمل السباق-2                    |
| 143                                 | India Grangier ‏                     | 66                                  |
| 144                                 | Anastasiya Kolesava ‏                | 61                                  |
| 145                                 | Arianna Pruisscher ‏                 | لم يكمل السباق-2                    |
| 146                                 | Maëva Squiban ‏                      | 83                                  |

| St. Michel–Preference Home–Auber93 (women's team) ‏ AUB | St. Michel–Preference Home–Auber93 (women's team) ‏ AUB | St. Michel–Preference Home–Auber93 (women's team) ‏ AUB |
| ------------------------------------------------------ | ------------------------------------------------------ | ------------------------------------------------------ |
| م                                                      | عداء                                                   | مرتبة                                                  |
| 151                                                    | Alison Avoine ‏                                         | 52                                                     |
| 152                                                    | Simone Boilard ‏                                        | 42                                                     |
| 153                                                    | Coralie Demay ‏                                         | 25                                                     |
| 154                                                    | Océane Goergen‏                                         | 81                                                     |
| 155                                                    | FRA                                                    | 45                                                     |
| 156                                                    | FRA                                                    | 48                                                     |

| تيم كوب هايتك بوردكتس ‏ HPU | تيم كوب هايتك بوردكتس ‏ HPU | تيم كوب هايتك بوردكتس ‏ HPU |
| -------------------------- | -------------------------- | -------------------------- |
| م                          | عداء                       | مرتبة                      |
| 161                        | Emma Boogaard ‏             | 59                         |
| 162                        | NOR                        | 90                         |
| 163                        | جيسيكا روبرتس              | 31                         |
| 164                        | Nicole Steigenga ‏          | 7                          |
| 165                        | Sylvie Swinkels ‏           | 46                         |
| 166                        | Nora Tveit ‏                | 57                         |

| Jan van Arckel ‏ ___ | Jan van Arckel ‏ ___ | Jan van Arckel ‏ ___ |
| ------------------- | ------------------- | ------------------- |
| م                   | عداء                | مرتبة               |
| 171                 | Inez Beijer ‏        | 75                  |
| 172                 | Eva Bijwaard‏        | 94                  |
| 173                 | Hanneke de Goeje‏    | 103                 |
| 174                 | Paulien Koster‏      | 82                  |
| 175                 | Anouk van Leest‏     | 101                 |
| 176                 | Ingrit Verhoeff‏     | 105                 |

| John Deere NWVG‏ ___ | John Deere NWVG‏ ___ | John Deere NWVG‏ ___ |
| ------------------- | ------------------- | ------------------- |
| م                   | عداء                | مرتبة               |
| 181                 | Lisa Bouwers‏        | لم يكمل السباق-2    |
| 182                 | Tjitske Eppinga‏     | لم يكمل السباق-2    |
| 184                 | Yvet Schoonewille‏   | 85                  |
| 185                 | Pam Schutten‏        | 106                 |
| 186                 | Fleur Smith‏         | 98                  |

| Team Drenthe‏ ___ | Team Drenthe‏ ___        | Team Drenthe‏ ___ |
| ---------------- | ----------------------- | ---------------- |
| م                | عداء                    | مرتبة            |
| 191              | Liena de Jong‏           | 80               |
| 192              | Janet Ketellapper‏       | لم يكمل السباق-3 |
| 193              | Anniek Mos ‏             | 92               |
| 194              | Meike Uiterwijk Winkel ‏ | 72               |
| 195              | Jip van Elst‏            | 100              |
| 196              | Haike Verbree‏           | 78               |

| WV Schijndel‏ ___ | WV Schijndel‏ ___     | WV Schijndel‏ ___ |
| ---------------- | -------------------- | ---------------- |
| م                | عداء                 | مرتبة            |
| 201              | Lente Boskamp‏        | 68               |
| 202              | Maaike De Heij‏       | 54               |
| 203              | Cathalijne Hoolwerf ‏ | لم يكمل السباق-2 |
| 204              | Rose Kloese‏          | 71               |
| 205              | NED                  | 65               |
| 206              | Lisa Van Helvoirt ‏   | 77               |

| MEXX–Watersley International Women's Cycling Team ‏ ___ | MEXX–Watersley International Women's Cycling Team ‏ ___ | MEXX–Watersley International Women's Cycling Team ‏ ___ |
| ------------------------------------------------------ | ------------------------------------------------------ | ------------------------------------------------------ |
| م                                                      | عداء                                                   | مرتبة                                                  |
| 211                                                    | Kitija Siltumena‏                                       | لم يكمل السباق-2                                       |
| 212                                                    | Karlijn Koops‏                                          | لم يكمل السباق-3                                       |
| 213                                                    | Maia Simmons‏                                           | لم يكمل السباق-2                                       |
| 214                                                    | Karin Söderqvist ‏                                      | 67                                                     |
| 215                                                    | Iris Timmermans‏                                        | 107                                                    |
| 216                                                    | Sophia Zwaan ‏                                          | 109                                                    |

| Restore‏ ___ | Restore‏ ___             | Restore‏ ___      |
| ----------- | ----------------------- | ---------------- |
| م           | عداء                    | مرتبة            |
| 221         | Verena Batenburg‏        | لم يكمل السباق-2 |
| 222         | Femke de Graaff‏         | لم يكمل السباق-2 |
| 223         | Marise Lagendijk‏        | لم يكمل السباق-2 |
| 224         | Yonna Van Dam‏           | 99               |
| 225         | Bente van den Nouweland‏ | 108              |
| 226         | Myrthe Willemsen‏        | 95               |

## التصنيف العام النهائي
| التصنيف العام         | التصنيف العام     | التصنيف العام   | التصنيف العام             | التصنيف العام |
| العداء                | العداء            | البلد           | الفريق                    | الوقت         |
| --------------------- | ----------------- | --------------- | ------------------------- | ------------- |
| 1                     | إيلين فان دايك    | هولندا          | Lidl–Trek (women's team) ‏ | 7 س 21 د 23 ث |
| 2                     | ريجان ماركوس      | هولندا          | جامبو فيسما للسيدات ‏      | + 7 ث         |
| 3                     | مارلين رويسر      | سويسرا          | إس دي وركس ‏               | + 30 ث        |
| 4                     | كاتي أرشيبالد     | المملكة المتحدة | Ceratizit Pro Cycling ‏    | + 50 ث        |
| 5                     | أليس بارنز        | المملكة المتحدة | كانيون–إس آر إيه إم ‏      | + 52 ث        |
| 6                     | ليزا كلاين        | ألمانيا         | كانيون–إس آر إيه إم ‏      | + 55 ث        |
| 7                     | Nicole Steigenga ‏ | هولندا          | تيم كوب هايتك بوردكتس ‏    | + 1 د 03 ث    |
| 8                     | سارة روي          | أستراليا        | كانيون–إس آر إيه إم ‏      | + 1 د 04 ث    |
| 9                     | إليزابيث هولدن    | المملكة المتحدة | دروبز ‏                    | + 1 د 07 ث    |
| 10                    | Shari Bossuyt ‏    | بلجيكا          | كانيون–إس آر إيه إم ‏      | + 1 د 10 ث    |
| مصدر: ProCyclingStats |                   |                 |                           |               |

### تصنيف النقاط
| تصنيف النقاط          | تصنيف النقاط        | تصنيف النقاط                                       | تصنيف النقاط              | تصنيف النقاط |
| العداء                | العداء              | البلد                                              | الفريق                    | النقاط       |
| --------------------- | ------------------- | -------------------------------------------------- | ------------------------- | ------------ |
| 1                     | أليس بارنز          | المملكة المتحدة                                    | كانيون–إس آر إيه إم ‏      | 40 نقطة      |
| 2                     | Rachele Barbieri ‏   | إيطاليا                                            | ليف ريسينغ ‏               | 37 نقطة      |
| 3                     | إيلين فان دايك      | هولندا                                             | Lidl–Trek (women's team) ‏ | 33 نقطة      |
| 4                     | Lonneke Uneken ‏     | هولندا                                             | إس دي وركس ‏               | 30 نقطة      |
| 5                     | Martina Fidanza ‏    | إيطاليا                                            | Ceratizit Pro Cycling ‏    | 27 نقطة      |
| 6                     | ريجان ماركوس        | هولندا                                             | جامبو فيسما للسيدات ‏      | 26 نقطة      |
| 7                     | فرنسا               | St. Michel–Preference Home–Auber93 (women's team) ‏ | 25 نقطة                   |              |
| 8                     | Maike van der Duin ‏ | هولندا                                             | دروبز ‏                    | 24 نقطة      |
| 9                     | كلو هوسكينغ         | أستراليا                                           | Lidl–Trek (women's team) ‏ | 20 نقطة      |
| 10                    | مارلين رويسر        | سويسرا                                             | إس دي وركس ‏               | 16 نقطة      |
| مصدر: ProCyclingStats |                     |                                                    |                           |              |

## تصانيف فرعية

### تصنيف أفضل شاب
| تصنيف أفضل شاب        | تصنيف أفضل شاب      | تصنيف أفضل شاب       | تصنيف أفضل شاب                   | تصنيف أفضل شاب |
| العداء                | العداء              | البلد                | الفريق                           | الوقت          |
| --------------------- | ------------------- | -------------------- | -------------------------------- | -------------- |
| 1                     | Shari Bossuyt ‏      | بلجيكا               | كانيون–إس آر إيه إم ‏             | 7 س 22 د 33 ث  |
| 2                     | Ilse Pluimers ‏      | هولندا               | إن إكس تي جي ريسينغ ‏             | + 5 ث          |
| 3                     | Lonneke Uneken ‏     | هولندا               | إس دي وركس ‏                      | + 16 ث         |
| 4                     | Maike van der Duin ‏ | هولندا               | دروبز ‏                           | + 17 ث         |
| 5                     | هولندا              | إن إكس تي جي ريسينغ ‏ | + 20 ث                           |                |
| 6                     | Daniek Hengeveld ‏   | هولندا               | GT Krush Rebellease Pro Cycling ‏ | + 36 ث         |
| 7                     | Katrijn De Clercq ‏  | بلجيكا               | لوتو بيليسول للسيدات ‏            | + 41 ث         |
| 8                     | Mischa Bredewold ‏   | هولندا               | باركهوتل فالكنبورغ ‏              | + 42 ث         |
| 9                     | Lieke Nooijen ‏      | هولندا               | باركهوتل فالكنبورغ ‏              | + 51 ث         |
| 10                    | Silke Smulders ‏     | هولندا               | ليف ريسينغ ‏                      | + 59 ث         |
| مصدر: ProCyclingStats |                     |                      |                                  |                |

## وصلات خارجية
- لمحة عن سباق هيلثي أجينج تور 2022 على موقع  ProCyclingStats   (برو  سايكلنج  ستاتس) - إحصاءات  محترفي  الدراجات.
- هيلثي أجينج تور 2022 على موقع إحصائيات الدراجات الإحترافية (الإنجليزية)